# 노승욱
노승욱 (盧承旭, 1974년 3월 10일 - )은 전 현대 유니콘스와 롯데 자이언츠의 투수이다. 부천고등학교를 졸업하고 1993년 태평양 돌핀스에 입단했으며 이후 현대 유니콘스를 거쳤다가 롯데 자이언츠 내야수 서한규 선수와 트레이드되었다. 2003년 홀드 4위를 기록하기도 하였다. 1군에 올라오지 못했던 2007년을 끝으로 롯데에서 방출되어 현역에서 은퇴하고 현재는 투수 윤석민의 모교인 성남 야탑고등학교에서 코치 생활을 하고 있다.

## 출신학교
- 관산초등학교
- 중앙중학교
- 부천고등학교